# Trentino Volley
(Gian Luca Pasini, gazzetta.it, 2 maggio 2010)
La Trentino Volley è una società pallavolistica di Trento, militante nella massima serie nazionale ininterrottamente dal 2000. Si tratta di una delle società sportive più titolate del Trentino-Alto Adige, in virtù dei trofei nazionali ed internazionali vinti a partire dal 2007.
Il palmarès della squadra vanta sei scudetti, tre Coppe Italia e tre Supercoppe italiane per quanto riguarda l'ambito nazionale, quattro Champions League e cinque Coppe del Mondo in ambito internazionale, oltre a trofei amichevoli e diversi titoli in campo giovanile.
Per esigenze di sponsor la squadra è conosciuta come Itas Diatec Trentino e gioca le partite casalinghe al PalaTrento, palazzetto che vanta una delle maggiori affluenze di pubblico dell'intera Serie A1.
Oltre alla prima squadra maschile, dal 2022 la società gestisce anche l'omonima formazione femminile, riprendendo l'esperienza già avvenuta dal 2008 al 2011 con la Trentino Rosa. La società partecipa, inoltre, a numerosi campionati giovanili, sia nazionali sia regionali.
La Trentino Volley è una società per azioni, presieduta dal 2000 al 2021 dall'industriale trentino Diego Mosna, presidente della Lega Pallavolo Serie A per due mandati, mentre attualmente la carica di presidente è affidata a Marcello Poli. L'operato della società è stato premiato a livello continentale con il Testimonial of the year allo Sport Business Ambitions Awards 2010 e con l'assegnazione della Final Four di Champions League 2010-11, disputata al Palaonda di Bolzano.
Nella storia della pallavolo detiene due record: quello come prima squadra ad aver conquistato nella stessa stagione (quella 2010-2011) il titolo mondiale, continentale e nazionale, e quello come maggior numero di Coppe del Mondo per club conquistate (5, di cui 4 consecutive).

## Storia
La Trentino Volley S.p.A. nacque il 23 maggio 2000, come prosecuzione del progetto pallavolistico intrapreso con l'ITAS BTB Mezzolombardo. I diritti per la Serie A1 vennero acquistati il 25 maggio da Ravenna, che per problemi finanziari rinunciò all'iscrizione, mentre quelli per la Serie A2 furono ceduti a Piacenza. Mezzolombardo Volley, che militava allora in Serie A2 e che alla fine della stagione precedente aveva preso parte ai play-off promozione, ripartì come da regolamento dalla Serie C.
Dopo l'acquisto dei diritti, la neonata società decise di lasciare il palazzetto di Gardolo, in favore del più capiente Palaghiaie di Trento (rinominato poi PalaTrento nel 2005), finito di edificare proprio pochi giorni prima dell'esordio in Serie A1 nel campionato 2000-2001.
La scelta degli sponsor ricadde sull'Itas Assicurazioni e sulla Diatec, azienda di cartiere trentina di proprietà dell'imprenditore Diego Mosna, che diventò il presidente della società pallavolistica. Nacque così l'Itas Diatec Trentino.

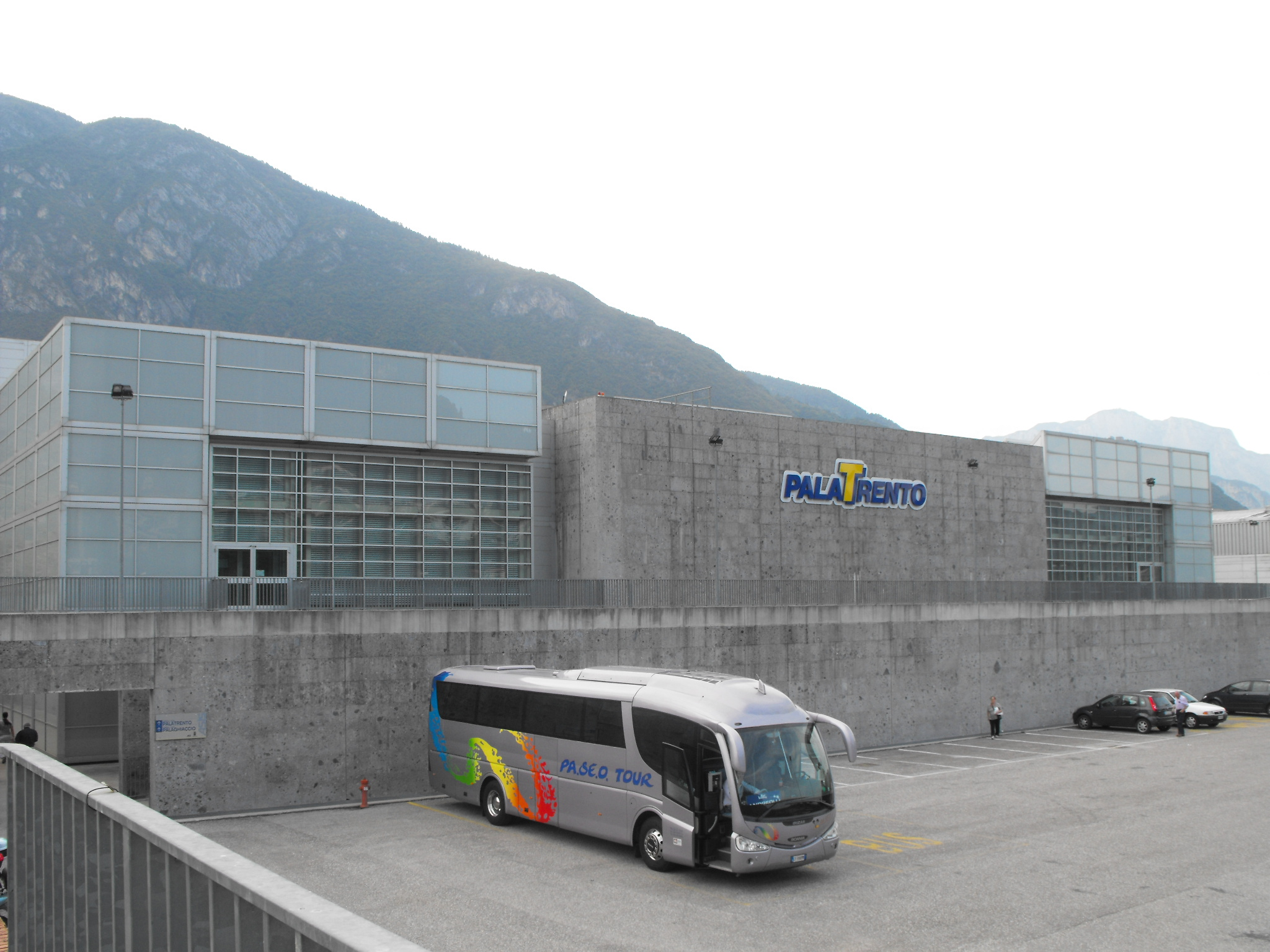
Il PalaTrento, finito di edificare in tempo per l'esordio casalingo in Serie A1

La prima partita della società in Serie A1 si disputò a Parma il 15 ottobre 2000 contro la Maxicono Parma, e vide la compagine trentina uscire sconfitta per 3 a 0. La prima gara casalinga della Trentino Volley venne giocata il 22 ottobre 2000 contro Padova e vide la vittoria della squadra di casa con il risultato di 3 a 2.
Durante le prime due stagioni, con una formazione praticamente costruita dal nulla e affidata a Bruno Bagnoli, la squadra combatté per la salvezza, risultato sempre raggiunto grazie al decimo, e al nono posto in regular season. Nell'edizione 2002-2003 del massimo campionato nazionale la formazione riuscì a qualificarsi per la prima volta ai play-off scudetto, venendo però sconfitta dopo un duello conclusosi al tie-break del quinto decisivo incontro, dalla più esperta Kerakoll Modena. Da questa stagione in poi la squadra centrò sempre l'accesso ai play-off scudetto.
Nella stagione 2003-2004, con la panchina affidata all'allenatore cuneese Silvano Prandi, la Trentino Volley raggiunse il primo posto della stagione regolare con 22 vittorie e 4 sconfitte ma, complici gli infortuni e l'inesperienza, la squadra venne eliminata già nei quarti dei play-off dalla RpA Perugia. Il primo posto alla fine della regular season permise comunque alla squadra di partecipare, la stagione successiva, alla sua prima esperienza internazionale. La Trentino Volley partecipò prima alla Top Teams Cup, dove venne eliminata dagli olandesi dell'Ortec Rotterdam, e poi alla Coppa CEV (allora il terzo trofeo continentale), dove fu fermata sia all'andata che al ritorno dai turchi dell'Halkbank Ankara.
In campionato la squadra, guidata prima da Silvano Prandi (esonerato a marzo) e poi dal tecnico delle giovanili Andrea Burattini, raggiunse l'ottavo posto in classifica, l'ultimo disponibile per disputare i play-off scudetto, dove venne però sconfitta ancora ai quarti, questa volta dalla Copra Piacenza.
Nelle stagioni 2005-2006 e 2006-2007 la guida tecnica fu affidata al brasiliano Radamés Lattari, che al suo primo anno e con una squadra totalmente rinnovata, conquistò il sesto posto finale e raggiunse le semifinali dei play-off, dove venne eliminata dalla Sisley Treviso alla quarta gara della serie.
Nella stagione successiva la squadra non andò al di là dell'ottavo posto, e nei quarti di finale scudetto fu sconfitta dalla Noicom Brebanca Cuneo.
L'avventura in Coppa Italia, invece, vide l'Itas partecipare fin dal suo primo anno di vita, ma il più delle volte venne estromessa dalla lotta per la conquista della coppa da Cuneo e da Treviso.
Solo nella stagione 2006-2007 non prese parte alla manifestazione, a causa del 9º posto in classifica al termine del girone d'andata (a pari punti con il 7º e l'8º posto, ma superata nel numero di vittorie e nel quoziente punti).
Ad ogni stagione la società compì ingenti investimenti, che portarono Trento alcuni dei migliori pallavolisti del panorama pallavolistico mondiale. Personaggi di spicco hanno contribuito alla crescita della Trentino Volley: i più famosi sono il trentino Lorenzo Bernardi, premiato quale miglior giocatore del XX secolo, Andrea Sartoretti, altro componente della generazione di fenomeni, fino ad arrivare al campione olimpico di Sydney 2000, il palleggiatore Nikola Grbić e al "fenomeno" odierno Matej Kazijski.

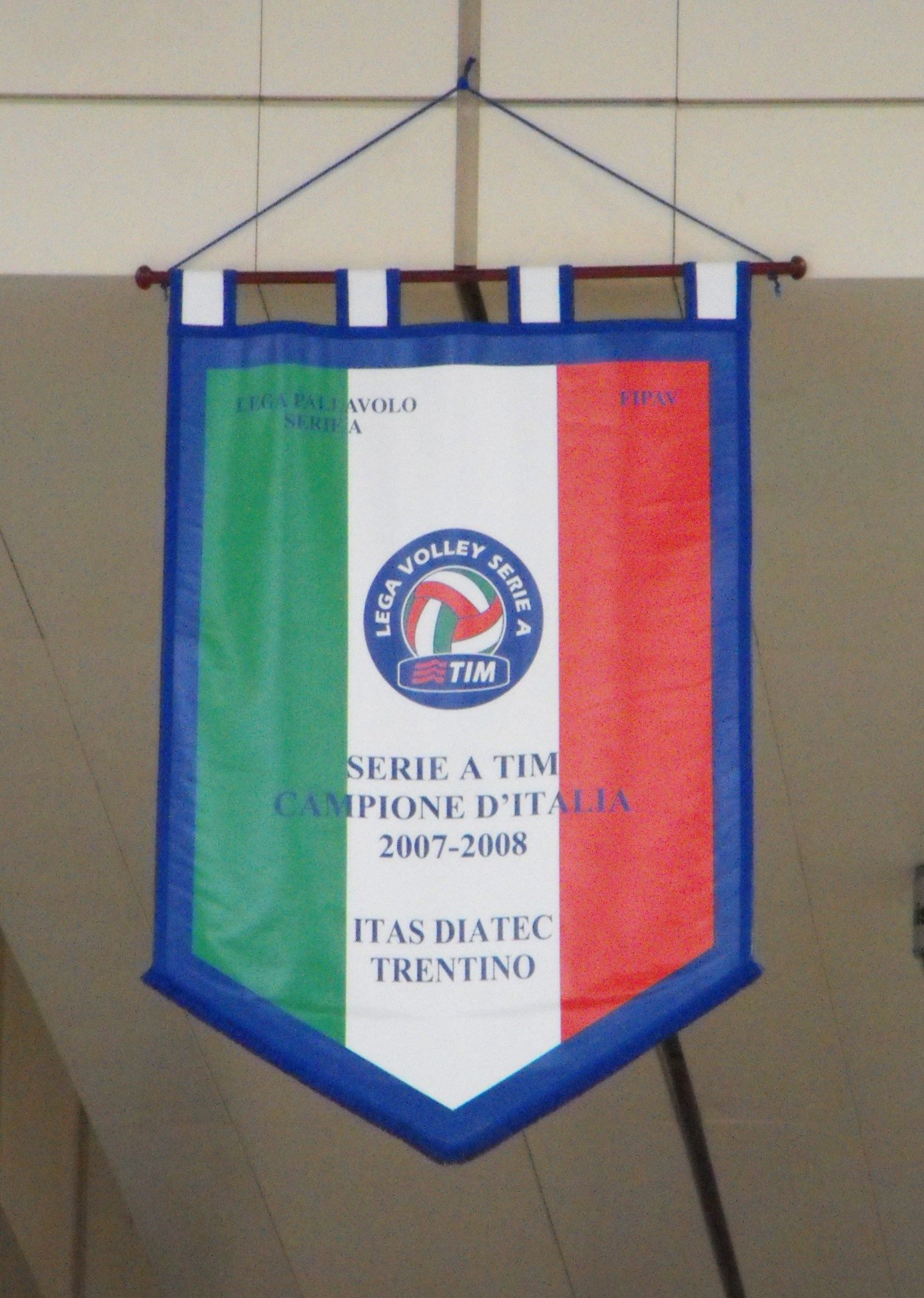
Il Gonfalone tricolore

Con l'arrivo, nell'estate del 2007, del coach Radostin Stojčev e della stella bulgara Matej Kazijski la Trentino Volley effettuò importanti acquisti, inquadrati in una strategia che voleva puntare su una squadra giovane e con giocatori di talento, in grado in pochi anni di lottare per lo scudetto.
Gli altri nomi importanti del mercato furono quelli dell'opposto bulgaro Vladimir Nikolov, del palleggiatore serbo Nikola Grbić e della sorpresa della pallavolo italiana, il marchigiano Emanuele Birarelli.
La stagione regolare si concluse con il primo posto, e l'Itas Diatec Trentino si presentò ai play-off scudetto con i favori del pronostico. La formazione trentina incontrò nei quarti di finale la più titolata Cimone Modena, che venne sconfitta sia in casa sia in trasferta.
In semifinale la squadra trentina affrontò la M. Roma Volley; anche in questa fase le partite vennero vinte dalla compagine trentina, entrambe con il risultato di 3 a 0. La squadra si qualificò così per la prima finale della sua storia, dove l'avversaria a cui contendere lo scudetto fu la Copra Nordmeccanica Piacenza.
Il 1º maggio l'Itas Diatec si aggiudicò "Gara 1" per 3-0. Il 4 maggio, in trasferta, la vittoria fu invece appannaggio della squadra emiliana, portando la serie sul 1-1 e rendendo in questo modo necessaria per l'assegnazione dello scudetto la terza gara.
Il 7 maggio 2008 la Trentino Volley batté Piacenza 3-0 davanti a 4.200 spettatori e si aggiudicò il titolo di Campione d'Italia; si garantì in questo modo, per la stagione 2008-2009, la partecipazione in Champions League.
Nella stagione 2008-2009 la Trentino Volley fu impegnata per la prima volta in Champions League e a difendere in campionato il titolo di Campione d'Italia. La partenza per Cuneo di due protagonisti della stagione trionfale dello scudetto (l'opposto bulgaro Vladimir Nikolov e il centrale italiano Gregor Jeroncic) rese necessario il ritorno sul mercato; i sostituti designati furono due brasiliani: Leandro Vissoto Neves e Riad Garcia Pires Ribeiro.
La stagione iniziò il 20 settembre 2008, con la sfida al Nelson Mandela Forum di Firenze per l'assegnazione della Supercoppa Italiana. Di fronte la Lube, vincitrice della Coppa Italia 2008: la partita terminò 3-0 per i marchigiani, dopo un primo set conclusosi sul 36-34. La stagione regolare terminò con il 2º posto ma, dopo aver battuto in successione Vibo Valentia e Cuneo, alla quinta gara della sfida finale dovette consegnare lo scudetto alla Copra Nordmeccanica Piacenza al termine di una partita terminata al tie-break con il risultato di 15 a 13.

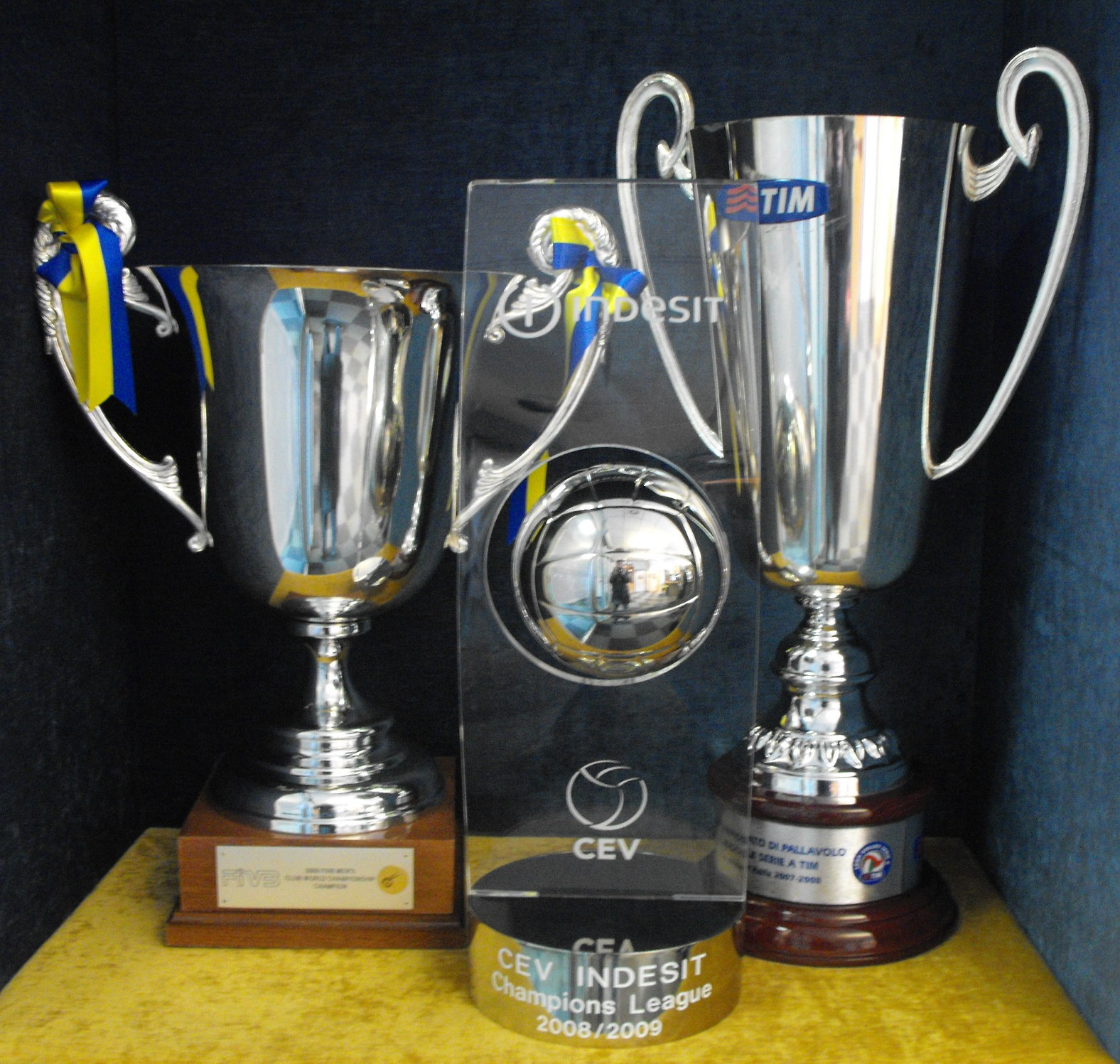
Trofei dei primi successi esposti in sede

L'esordio in Champions League avvenne martedì 4 novembre 2008 con il successo per 3-0 ai danni degli sloveni dell'ACH Volley Bled. La qualificazione al turno successivo di coppa fu centrata con due giornate d'anticipo sul completamento degli incontri del girone E, terminato poi senza sconfitte. L'imbattibilità europea continuò anche nei turni successivi, qualificando così la squadra alla Final Four. Il 5 aprile 2009, nella O2 Arena di Praga, la formazione trentina si laureò Campione d'Europa sconfiggendo in finale, con il risultato di 3-1, l'Īraklīs Salonicco.
La vittoria della Champions League permise, nella stagione successiva, di partecipare alla Coppa del Mondo per club, torneo che mise di fronte le formazioni vincenti delle rispettive competizioni continentali. Il torneo, che si disputò a Doha in Qatar, prese il via il 3 novembre 2009, con la sfida ai campioni africani dello Zamalek SC. Dopo aver vinto tutte e tre le partite del proprio girone, i campioni d'Europa approdarono in semifinale, dove sconfissero agevolmente i campioni d'Asia del Payakan Teheran per 3-0.
Domenica 8 novembre 2009 la Trentino Betclic vinse la sfida finale, con il risultato di 3-0 contro i polacchi dello Skra Bełchatów, laureandosi campioni del mondo per club.
Nel frattempo, in patria, prese il via il 10º campionato della storia della società. Durante le sfide del girone d'andata la formazione trentina seppe battere le più quotate concorrenti alla vittoria finale, e dopo 15 partite si laureò campione d'inverno per la seconda volta nella propria storia, guadagnandosi la qualificazione alla Coppa Italia come prima testa di serie. Qualificata alla Final Four dopo aver battuto Perugia, al PalaMadigan di Montecatini Terme si trovò di fronte i rivali storici di Modena, sconfiggendoli per 3 a 0. La gara finale contro Cuneo, giocata il giorno dopo, si rivelò un match avvincente ed equilibrato, vinto dai trentini con il risultato di 3 a 1. Alla prima vittoria in Coppa Italia seguì la possibilità di disputare la sfida unica per la conquista della Supercoppa italiana 2010, seconda occasione dopo la sconfitta del 2008.
La seconda Champions League disputata dai trentini si dimostrò immediatamente più competitiva della precedente. Durante la fase a gironi incontrarono avversari di spessore quali l'Olympiakos Syndesmos Filathlōn Peiraiōs e la Dynamo Mosca, capaci di infliggere le prime sconfitte in campo europeo alla formazione campione in carica. Nonostante ciò la squadra si qualificò alle fasi successive, superando sempre il turno e arrivando a disputare la Final Four di Łódź, che si tenne nel weekend del 1º e 2 maggio a causa del rinvio resosi necessario per la morte del presidente polacco Lech Kaczyński nell'incidente aereo del 10 aprile.
Nonostante l'evidente stanchezza causata dal calendario fitto di impegni la squadra, guidata dal cubano Osmany Juantorena (alla fine MVP), riuscì a riconquistare il torneo, battendo in finale i russi già incontrati nel primo girone.

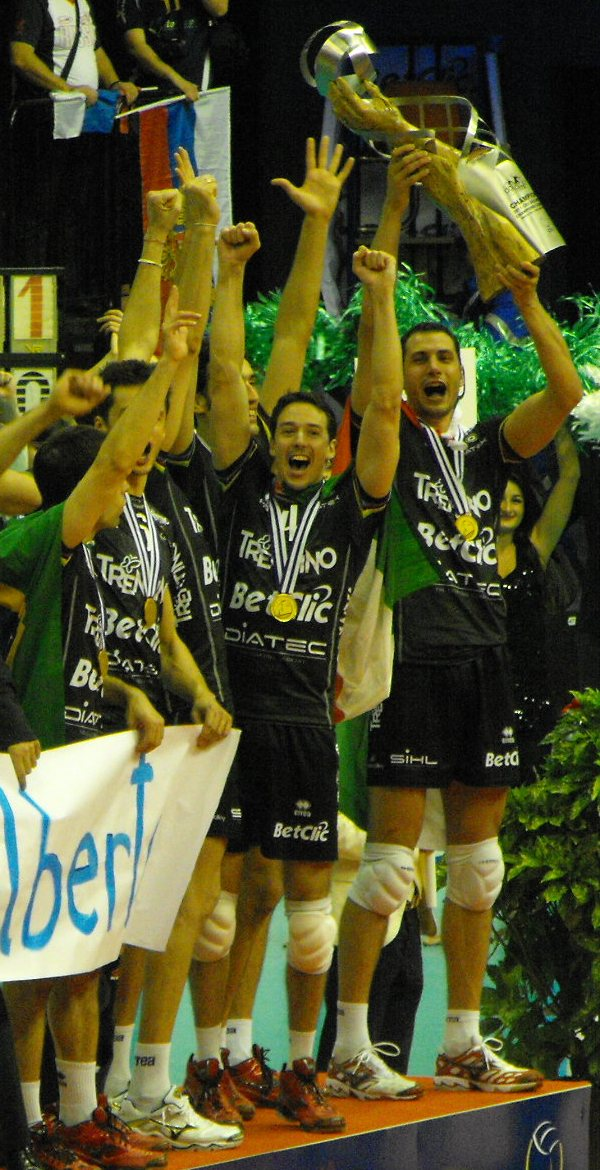
Consegna della Champions League 2011

Il 9 maggio 2010, sette giorni dopo la vittoria europea, la squadra fu chiamata per il terzo anno consecutivo ad effettuare l'assalto allo scudetto. Avversari dei trentini nel V-Day (finale in gara unica decisa dalla Lega a causa dei problemi di calendario della Nazionale italiana) il Piemonte Volley, in un remake della finale di Coppa Italia giocata a fine gennaio. Questa volta la vittoria andò ai piemontesi che conquistarono così il primo scudetto della loro storia.
La decima stagione della società trentina iniziò con un'importante cambio nel sestetto titolare: a sostituire il brasiliano Leandro Vissotto, tornato a giocare in patria, venne acquistato il ceco Jan Štokr. Altra importante operazione di mercato fu il prolungamento del contratto, fino al 2015, di Osmany Juantorena, diventato nel frattempo cittadino italiano. Il cubano fu protagonista della vittoria della Coppa del Mondo 2010, la seconda consecutiva per la squadra, venendo premiato anche come MVP. La settimana successiva la squadra fu chiamata a disputare un'altra finale, quella di Supercoppa italiana. Come nell'ultima finale scudetto i trentini disputarono l'incontro scarichi dalla trasferta internazionale, e vennero sconfitti 3 a 0 da Cuneo. Il dualismo con la formazione piemontese continuò anche nella finale di Coppa Italia 2011, ed anche in questa occasione il risultato finale fu una sconfitta con il punteggio di 0 a 3.
Nel frattempo, con la regular season vinta con diversi turni d'anticipo, gli sforzi dell'intera società si concentrarono sull'organizzazione della Final Four della Champions League 2011, assegnata dalla CEV alla città di Bolzano e per l'occasione ribattezzata CEV Dolomiti Champions League; in questo modo la squadra, come da regolamento continentale, si qualificò automaticamente alla fase finale. Il weekend di finali iniziò il 26 marzo, quando gli uomini di Stojčev incontrarono e sconfissero i polacchi dello Jastrzębski Węgiel allenati da Lorenzo Bernardi; il giorno successivo la Trentino BetClic si laureò nuovamente Campione d'Europa, battendo in finale i russi dello Zenit Kazan. Questa terza vittoria consecutiva (record nell'epoca del Rally point system) rappresentò per l'Italia la vittoria numero 100 di una squadra maschile nel maggiore trofeo continentale. La stagione italiana, però, non era ancora terminata: dopo aver avuto bisogno di 5 partite per superare Modena, il 15 maggio al PalaLottomatica di Roma i trentini conquistarono il loro secondo scudetto a danno degli storici rivali di Cuneo.
La seconda stagione col tricolore sul petto vide un'unica sostituzione nel sestetto titolare, il bosniaco naturalizzato greco Mitar Djuric al posto di Andrea Sala, ceduto alla Pallavolo Modena. A poche giornate dall'inizio del campionato la squadra fu chiamata a difendere il titolo di Campione del Mondo; per il terzo anno la manifestazione si disputò in Qatar, e le avversarie delle ultime partite furono le stesse della Champions League di Bolzano: con il 3 a 1 sullo Jastrzębski Węgiel la squadra raggiunse il record come detentrice del maggior numero di Coppe del Mondo per club. La stagione proseguì con la conquista della seconda Coppa Italia e della prima Supercoppa italiana, mentre si interruppe il dominio a livello continentale, col terzo posto finale alla Champions League 2012. Anche l'ultimo atto del campionato nazionale vide uscire sconfitta la squadra trentina, battuta al tie-break dalla Lube al suo secondo scudetto.
Nella stagione 2018-19 si aggiudicò per la quinta volta il campionato mondiale per club e per la prima volta la Coppa CEV, mentre nell'annata 2021-22 conquistò la sua terza Supercoppa italiana.
Il 6 giugno 2022 il club annuncia l'acquisto del titolo sportivo della Trentino Rosa, impegnata in Serie A2, espandendosi anche nel settore femminile. Nella stagione 2022-23 conquista il quinto titolo italiano battendo nella serie finale dei play-off scudetto la Lube, mentre nella stagione successiva si laurea campione d'Europa per la quarta volta. Nell'annata 2024-25 mette in bacheca il sesto scudetto.

## Colori e simboli

### Colori

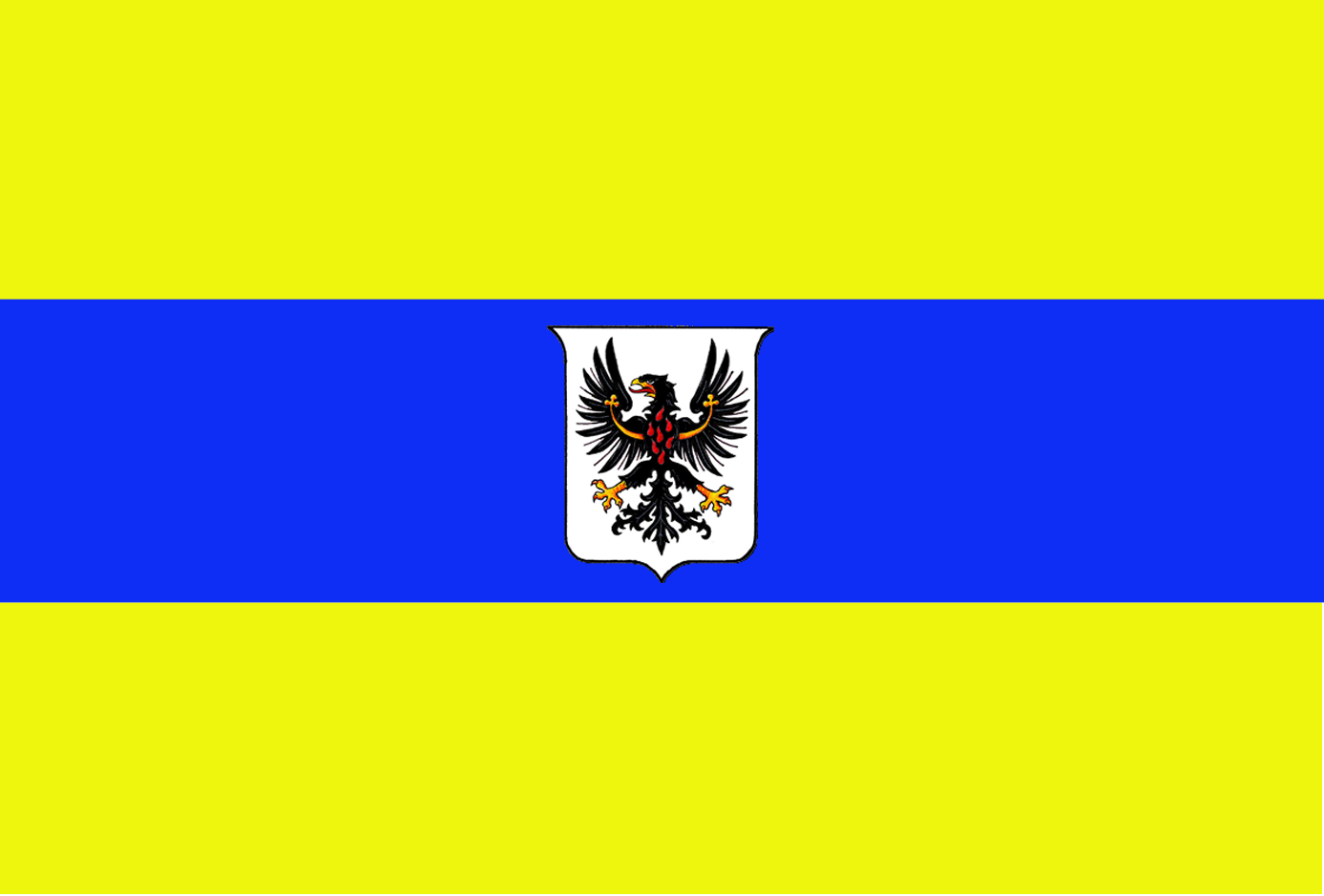
Bandiera della città di Trento

I colori ufficiali della Trentino Volley sono il giallo e il blu, i colori della città di Trento ripresi anche dalla bandiera cittadina. Queste tinte sono anche quelli dominanti sulle divise da gioco per le partite casalinghe.
Inizialmente la società utilizzò per le maglie il succitato gialloblù, ma a partire dal 2003 e per il successivo quindicennio circa il bianco e il rosso, all'epoca colori aziendali dello sponsor Diatec Group, hanno iniziato a essere la soluzione cromatica di riferimento per le divise casalinghe. Nonostante questo importante cambiamento cromatico per le divise da gioco, la squadra continuò a essere soprannominata Gialloblù; i due colori cittadini sono quelli preponderanti sugli spalti del PalaTrento in quanto utilizzati per le maglie della tifoseria ufficiale.

### Simboli ufficiali
Il logo storico della società, utilizzato dalla stagione d'esordio 2000-01 fino alla stagione 2021-22, era formato da un pallone rosso, seguito da una scia composta da sei strisce dello stesso colore: questo logo s'ispirava palesemente a quello della società Diatec Group di proprietà di Diego Mosna, il presidente della Trentino Volley. Dalla stagione 2022-23 la società adotta come logo l'acronimo "TV" intrecciato a mo' di ideogramma e colorato secondo le tinte gialloblù della città trentina.
Un simbolo presente nella vita della società è l'aquila, il rapace che ricorre molte volte nell'araldica locale. Esso è presente, oltre che nella bandiera di Trento, anche in quella della Provincia autonoma di Trento e nello stemma della Regione Autonoma Trentino-Alto Adige/Südtirol; nello specifico si tratta dell'aquila di San Venceslao.
Questo simbolo è stato inizialmente utilizzato per la creazione della mascotte della squadra, il pupazzo Squizzy, un'aquila blu che indossa maglia e cappellino della squadra. Nella stagione 2010-2011 l'aquila ha fatto capolino anche sulle divise di gioco, con l'obiettivo di legare ancora di più la squadra con il suo territorio.

Logo usato dal 2000 al 2022
Logo in uso dal 2022

### Denominazioni
Nel primo decennio di storia della società, la denominazione è stata legata al nome del gruppo assicurativo locale presente fin dalla fondazione della squadra (Itas Assicurazioni), affiancato da quello della holding di proprietà dello stesso presidente Diego Mosna (Diatec Group). Per la partecipazione a competizioni internazionali, in alcune annate, la denominazione è variata in base a sponsor ad hoc.
Competizioni nazionali
- stagione 2000-2001: Itas Gruppo Diatec Trentino
- stagione 2001-2002: Itas Diatec Trentino
- stagione 2002-2003: Itas Grundig Trentino
- dal 2003-04 al 2012-13: Itas Diatec Trentino
- stagione 2013-2014: Diatec Trentino
- stagione 2014-2015: Energy T.I. Diatec Trentino
- dal 2015-16: Diatec Trentino

Competizioni internazionali
- CEV e CC 2004-2005: Itas Diatec Trentino
- CL 2008-2009: Trentino Volley
- CL e CM 2009-2010: Trentino BetClic
- CL e CM 2010-2011: Trentino BetClic
- CM 2011-2012: Trentino Diatec
- CL 2011-2012: Trentino Platewin365
- CL e CM 2012-2013: Trentino Diatec
- CL e CM 2013-2014: Trentino Diatec
- CEV 2014-2015: Energy T.I. Diatec Trentino
- CL 2015-2016: Trentino Diatec

## L'impegno in campo sociale
La Trentino Volley è attiva nel campo sociale e nella beneficenza. Nel corso della decennale storia della società numerose sono state le iniziative intraprese, molte delle quali finalizzate alla raccolta fondi da devolvere a diverse organizzazioni nazionali ed internazionali. Tra di esse si possono annoverare le divisioni provinciali di: Associazione Italiana Sclerosi multipla, Telefono Azzurro, Anffas Onlus e Unicef. Nel 2009 la società ha organizzato la rassegna Volley col Cuore, un triangolare di pallavolo al quale hanno partecipato numerose stelle dello sport italiano, tra le quali Jury Chechi, Antonio Rossi, Kristian Ghedina e Maurizia Cacciatori.
Non solo la società è impegnata nel campo della solidarietà, ma anche le tifoserie organizzate. Fin dai primi anni di vita i vari fan clubs che si sono succeduti hanno devoluto l'incasso delle quote associative e delle lotterie di beneficenza a diverse associazioni benefiche, tra le quali l'Associazione Fibrosi cistica e la Cooperativa Arianna.
I giocatori più impegnati in campo sociale sono i palleggiatori Łukasz Żygadło e Giacomo Sintini. Il giocatore polacco, in squadra dal 2008 al 2012, con l'aiuto della tifoseria ha aperto il sito La forza della squadra, nel quale è possibile acquistare all'asta indumenti e strumenti di molti sportivi di fama mondiale. Lo stesso giocatore nel dicembre 2009 ha organizzato una lotteria, nella quale furono messe in palio le magliette dei giocatori della Trentino Volley. Il ricavato (oltre 5.000 €) venne destinato alla Iskierka Foundation.
Il regista italiano, entrato in formazione nel 2012, svolge diverse attività benefiche per conto dell'associazione che porta il suo nome, impegnata per raccogliere fondi in favore della ricerca medica contro leucemie e linfomi e per l'assistenza in campo onco-ematologico e onco-ematologico pediatrico. Per conto dell'associazione venne messa all'asta la sua prima maglia con la Trentino Volley, raccogliendo oltre 1.000 €, e vennero raccolte offerte (quasi 10.000 €) durante l'edizione 2012 della Supercoppa italiana.

## Rosa 2025-2026
| N° | Nome                   | Ruolo | Data di nascita   | Nazionalità sportiva |
| -- | ---------------------- | ----- | ----------------- | -------------------- |
| 2  | Alessandro Bristot     | S     | 8 aprile 2005     | Italia               |
| 3  | Nicola Pesaresi        | L     | 11 novembre 1991  | Italia               |
| 5  | Alessandro Michieletto | S     | 5 dicembre 2001   | Italia               |
| 6  | Riccardo Sbertoli      | P     | 23 maggio 1998    | Italia               |
| 7  | Jordi Ramón            | S     | 9 luglio 1999     | Spagna               |
| 10 | Gabriel García         | O     | 8 gennaio 1999    | Stati Uniti          |
| 11 | Théo Faure             | O     | 12 ottobre 1999   | Francia              |
| 13 | Gabriele Laurenzano    | L     | 12 giugno 2003    | Italia               |
| 15 | Daniele Lavia          | S     | 4 novembre 1999   | Italia               |
| 17 | Leonardo Sandu         | C     | 14 settembre 2007 | Italia               |
| 22 | Bela Bartha            | C     | 19 ottobre 2000   | Romania              |
| 23 | Flávio Gualberto       | C     | 22 aprile 1993    | Brasile              |
| 26 | Alessandro Acquarone   | P     | 20 settembre 1999 | Italia               |
| 33 | Simon Torwie           | C     | 1º novembre 2001  | Germania             |

## Settore giovanile
La Trentino Volley partecipa con diverse squadre ai campionati maschili minori, sia di livello regionale sia nazionale. L'attività giovanile della società trentina ha ottenuto il Certificato di Qualità dalla FIPAV per tre bienni consecutivi; questo riconoscimento per l'impegno nella valorizzazione dei giovani è stato ulteriormente rafforzato nel 2010, quando la società venne insignita del titolo di Scuola di Pallavolo.
I frutti di questo sforzo hanno cominciato ad essere sotto gli occhi di tutti quando alcuni giovani provenienti dal vivaio hanno iniziato ad essere innestati in prima squadra. Il primo ingresso fu quello del libero Andrea Segnalini, mentre nell'anno successivo alla vittoria del primo scudetto vennero inseriti nei roaster per la Serie A1 Antonio De Paola, ragazzo di origini laziali, e Nicola Leonardi, primo giocatore "indigeno" dai tempi di Lorenzo Bernardi. Nel 2009 la scelta è ricaduta su Michele Fedrizzi e Lorenzo Gallosti, anch'essi di origine trentina, mentre tra il 2011 e il 2013 entrarono in prima squadra Filippo Lanza, Damiano Valsecchi e Sebastiano Thei. Nel maggio del 2013, per sopperire all'infortunio del palleggiatore titolare della prima squadra, venne aggregato per la finale scudetto il giovane bolzanino Simone Giannelli, che entrò definitivamente in prima squadra l'anno successivo insieme a Gabriele Nelli e Tiziano Mazzone.
La prima soddisfazione per il movimento giovanile trentino avvenne nella stagione agonistica 2005-2006, quando nelle finali Under-18 svoltesi a Cervia la formazione allenata dal trentino Marco Angelini colse il primo successo a livello giovanile nazionale battendo in finale la squadra di Perugia. La seconda vittoria per il settore giovanile trentino arrivò quattro anni dopo: la formazione Under-14, allenata da Roberto Deanesi, si qualificò per la Final Six della Boy League, che si disputò a Sestola (MO). Il 28 marzo 2010 vennero sconfitte, con l'identico risultato di 2-1, prima Falconara e poi Milano, portando il secondo trofeo di carattere nazionale nella bacheca del settore giovanile. L'anno d'oro del settore giovanile fu però il 2011, quando nei primi giorni di giugno le formazioni Under-20 ed Under-16 conquistarono il titolo di Campioni d'Italia, quest'ultimo ripetuto anche l'anno successivo. La stessa formazione, diventata nel frattempo Under-17, trionfò anche al termine della stagione 2013. Nel 2019, riscattando la delusione dell'anno precedente quando il titolo sfumò per un soffio, l'Under 14 di Nardin e Zingaro - rinforzata da tre innesti di altre società - vince a Castelnovo né Monti (RE) la sua seconda Boy League, battendo in una finale combattutissima i pugliesi della Castellana Grotte per 2-1, dopo aver superato con l'identico risultato la Lube in semifinale.
Questi successi del settore giovanile vengono ricordati, al pari di quelli della prima squadra, dai gonfaloni commemorativi issati sul soffitto del PalaTrento.
Al di là delle vittorie finali raggiunte in alcuni campionati nazionali, l'intero settore giovanile della Trentino Volley vanta in più stagioni la partecipazione contemporanea di tutte le formazioni alle finali italiane di categoria. Questo risultato, ottenuto la prima volta nel 2007, è stato ripetuto finora 4 volte.

## Settore femminile
Nel 2008 la società iniziò ad investire anche nel mondo pallavolistico femminile. La società Torrefranca di Mattarello, frazione di Trento, aveva vinto al termine della stagione precedente il campionato di Serie B2. Per prendere parte alla Serie B1 italiana di pallavolo femminile 2008-2009 Girone B, la squadra andò alla ricerca di sponsor, e trovò nella società di Diego Mosna il partner principale. Nacque così la Trentino Rosa, che terminò il suo primo campionato nella terza categoria naziole al 7º posto. Le due società, oltre all'utilizzo condiviso del nome, lavorarono insieme per la promozione della pallavolo a livello provinciale. Il sodalizio venne ulteriormente rafforzato il 6 settembre 2010, quando venne firmato l'accordo di inglobamento dell'intero settore femminile sotto la guida della società di Diego Mosna. La squadra, denominata la Trentina Diatec, ottenne la promozione diretta in Serie A2 con 26 vittorie su 26 partite, ma a causa della mancanza di risorse finanziarie il 27 giugno 2011 venne comunicato lo scioglimento della squadra femminile.

## Evoluzione delle divise

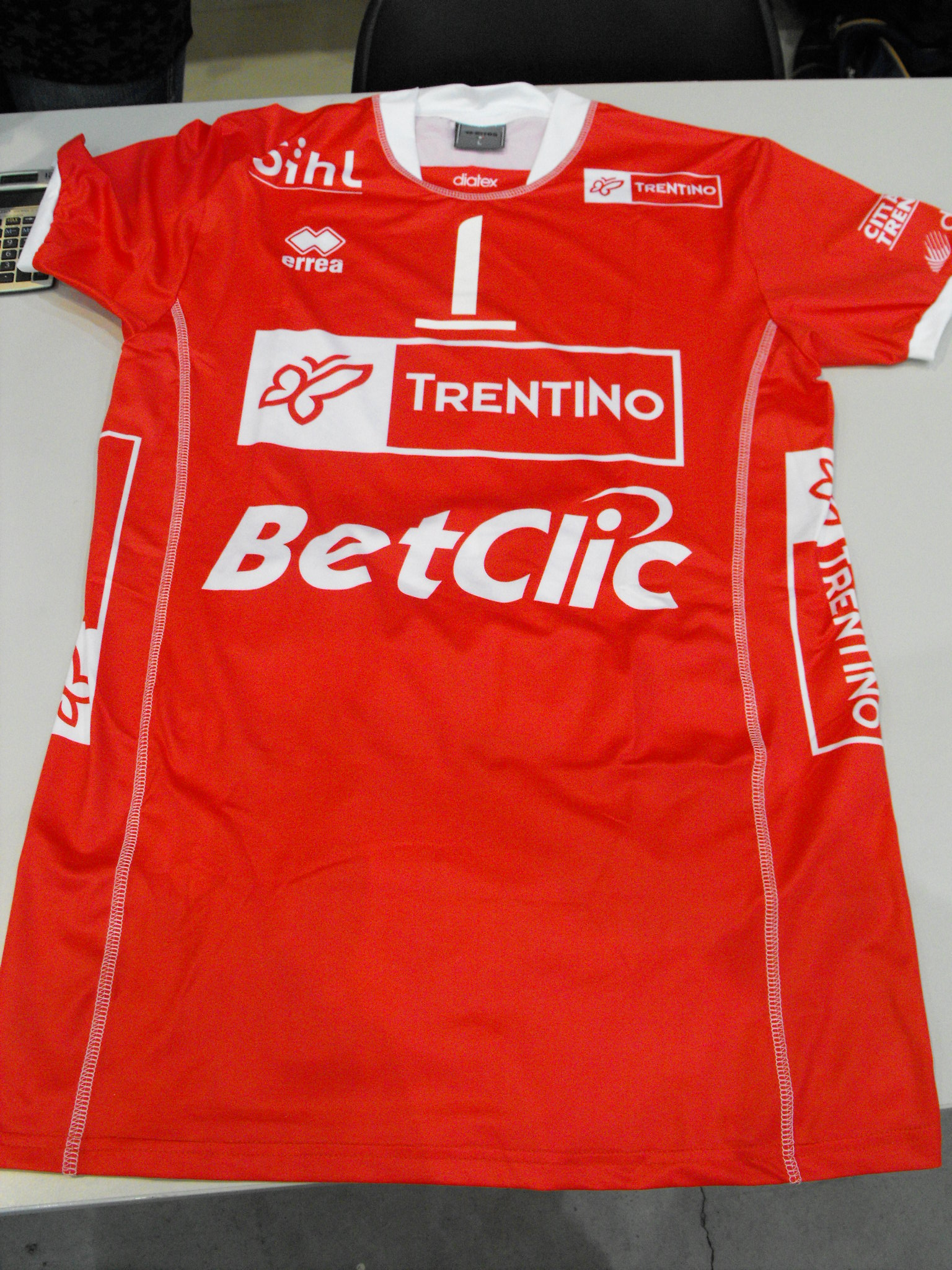
Divisa utilizzata durante la
Coppa del Mondo 2009

- Per le prime 3 stagioni la squadra vestì una prima divisa bianca e azzurra con inserti gialli sulle spalle e sui calzoncini[75], mentre dal campionato 2003-2004 esigenze di visibilità degli sponsor e la scelta di una nuova tipologia di maglia "avvolgente" (fornita prima da Mikasa e poi da Erreà) hanno portato alla creazione della divisa bianca con inserti grigi e rossi[104]. Unica parentesi fu la stagione 2005-2006, quando degli inserti grigi comparirono all'altezza delle spalle. Dalla stagione 2008-2009 le divise sono di colore bianco con innesti rossi, abbandonando così il colore grigio[105][106].
- Con la prima partecipazione in Champions League (edizione 2008-2009) la società rafforzò il rapporto di sponsorizzazione con Trentino Marketing[107], l'azienda di marketing territoriale della Provincia autonoma di Trento, con l'intento reciproco di valorizzare l'immagine del Trentino all'estero. A causa di questo accordo anche le maglie da gioco subirono un restyling, ed acquisì più visibilità il logo Trentino della società provinciale di promozione turistica.
- Nella stagione 2009-2010, per la prima partecipazione della squadra ad una competizione di carattere intercontinentale (la Coppa del Mondo per club FIVB), venne ideata una seconda divisa speciale rossa che vide invertiti i colori della prima divisa[108]. Questa scelta venne presa di comune accordo con gli sponsor, con lo scopo di sottolineare la portata storica della partecipazione alla massima competizione pallavolistica per club. Questa soluzione cromatica venne ripetuta anche nelle successive partecipazioni alla manifestazione iridata[109], adottando però le modifiche annuali per i dettagli.
- Per quanto riguarda la seconda divisa, utilizzata nelle gare in trasferta, essa si distinse cromaticamente dalla prima divisa a partire dal 2003, l'anno dell'abbandono del giallo e del blu a favore del bianco con inserti rossi. Per sei anni il colore dominante nelle gare fuori casa fu il grigio, con i loghi e i nomi degli sponsor che vennero scritti in bianco mentre gli inserti continuarono ad essere rossi[110]. La seconda divisa venne cambiata nel 2009, ed il grigio venne abbandonato in favore del nero, con gli sponsor sempre in bianco e gli inserti di colore rosso.
- Una nuova veste grafica interessò le divise dal 2010: sullo sfondo comparì per la prima volta l'aquila di San Venceslao[80], nei dettagli risaltarono i colori dell'iride (inseriti per ricordare le vittorie nella Coppa del Mondo per club) e nuove scritte color oro vennero pensate per la seconda divisa nelle competizioni internazionali. Una divisa particolare e dal riferimento sarcastico venne indossata nel marzo 2012 per le finali di Champions League, a causa delle leggi polacche che impedirono di mostrare lo sponsor di una società di betting online[111].
- La prima versione della divisa del libero riprendeva i colori della divisa casalinga, il blu e il giallo, ma con tonalità più forti, e su di essa predominava il logo dello sponsor Melinda[112][113]. La divisa di riserva, invece, era bianca con innesti blu[114]. Tra il 2006 e il 2008 i liberi indossarono una divisa interamente blu[115], mentre nei 5 anni successivi questa divisa riprese i colori della divisa di trasferta, quindi con una predominanza del nero con inserti bianchi. Saltuariamente, durante le coppe del Mondo per club, il libero ha adoperato anche una maglia bianca con innesti rossi, qualora la maglia utilizzata dalla squadra fosse stata di colore rosso (e viceversa)[116]. Dal 2013 la divisa del libero è rossa, e dal 2014 campeggia il logo di Poli, main sponsor per quanto riguarda le maglie di questo ruolo[117].

| Casa 2000-2003 | Casa 2003-2008 | Trasferta 2003-2009 | Trasferta 2009-2016 | 2ª divisa mondiale | Libero 2000-2006 | Libero 2006-2008 | Libero 2008-2013 | Libero 2013-2017 |

| Casa (attuale) | Trasferta (attuale) | Libero (attuale) |

## Giocatori
Alcuni giocatori che hanno militato nelle file della Trentino Volley vantano un'enorme fama nel mondo pallavolistico, grazie soprattutto ai successi ottenuti con le rispettive nazionali. Fanno parte di questa élite gli italiani appartenenti alla "Generazione di fenomeni" (Paolo Tofoli, Lorenzo Bernardi e Andrea Sartoretti), i brasiliani pluri-campioni mondiali (André Heller, André Nascimento e Leandro Vissotto Neves) e alcuni campioni olimpici: il palleggiatore serbo Nikola Grbić, oro a Sydney 2000, e lo statunitense Ryan Millar, vincitore a Pechino 2008.
Nel decennio di storia della società sono quasi 50 i giocatori italiani che hanno indossato la maglia della Trentino Volley. Di questi, 7 sono trentini (Matteo Burgsthaler, Alberto Marcolini, Lorenzo Bernardi, Nicola Leonardi, Lorenzo Gallosti, Michele Fedrizzi, Sebastiano Thei); provenienti per la maggior parte dal settore giovanile, hanno potuto difendere i colori della propria provincia. Le Marche e la Lombardia sono gli altri grandi bacini di provenienza di giovani italiani. La maggior parte degli stranieri proviene dalla Bulgaria; questo trend, aumentato nel 2007 con l'arrivo dell'allenatore Radostin Stojčev, ha permesso di raggiungere i primi successi. Seguono Brasile, Russia e Slovacchia con 4 giocatori, Serbia, Germania, Polonia e Repubblica Ceca con 3.
Il maggior riconoscimento del livello dell'organico trentino risale al gennaio 2010 quando due giocatori, oltre all'allenatore, vennero inseriti nella Squadra ideale dell'anno, stilata dal quotidiano sportivo francese L'Équipe.

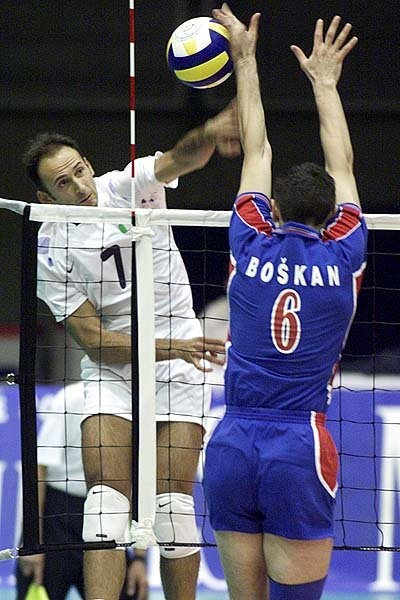
Andrea Sartoretti e
Slobodan Boškan, entrambi ex giocatori.

- Italia: 52
  -  Trentino: 7
  -  Marche: 6
  -  Lombardia: 6
  -  Lazio: 6
  -  Veneto: 5
  -  Toscana: 5
  -  Puglia: 3
  -  Umbria: 2
  -  Emilia-Romagna: 2
  -  Piemonte: 2
  -  Campania: 1
  -  Friuli-Venezia Giulia: 1
  -  Abruzzo: 1
  -  Sicilia: 1
  -  Alto Adige: 1
  - naturalizzati: 3

- Bulgaria: 10
- Brasile: 6
- Russia: 4
- Slovacchia: 4
- Serbia: 4
- Germania: 3
- Polonia: 3
- Rep. Ceca: 3
- Montenegro: 2
- Stati Uniti: 2
- Argentina: 2
- Ungheria: 2
- Paesi Bassi: 2
- Canada: 2
- Slovenia: 2
- Spagna: 1
- Francia: 1
- Cuba: 1
- Grecia: 1
- Portogallo: 1
- Belgio: 1
- Australia: 1
- Estonia: 1

## Palmarès

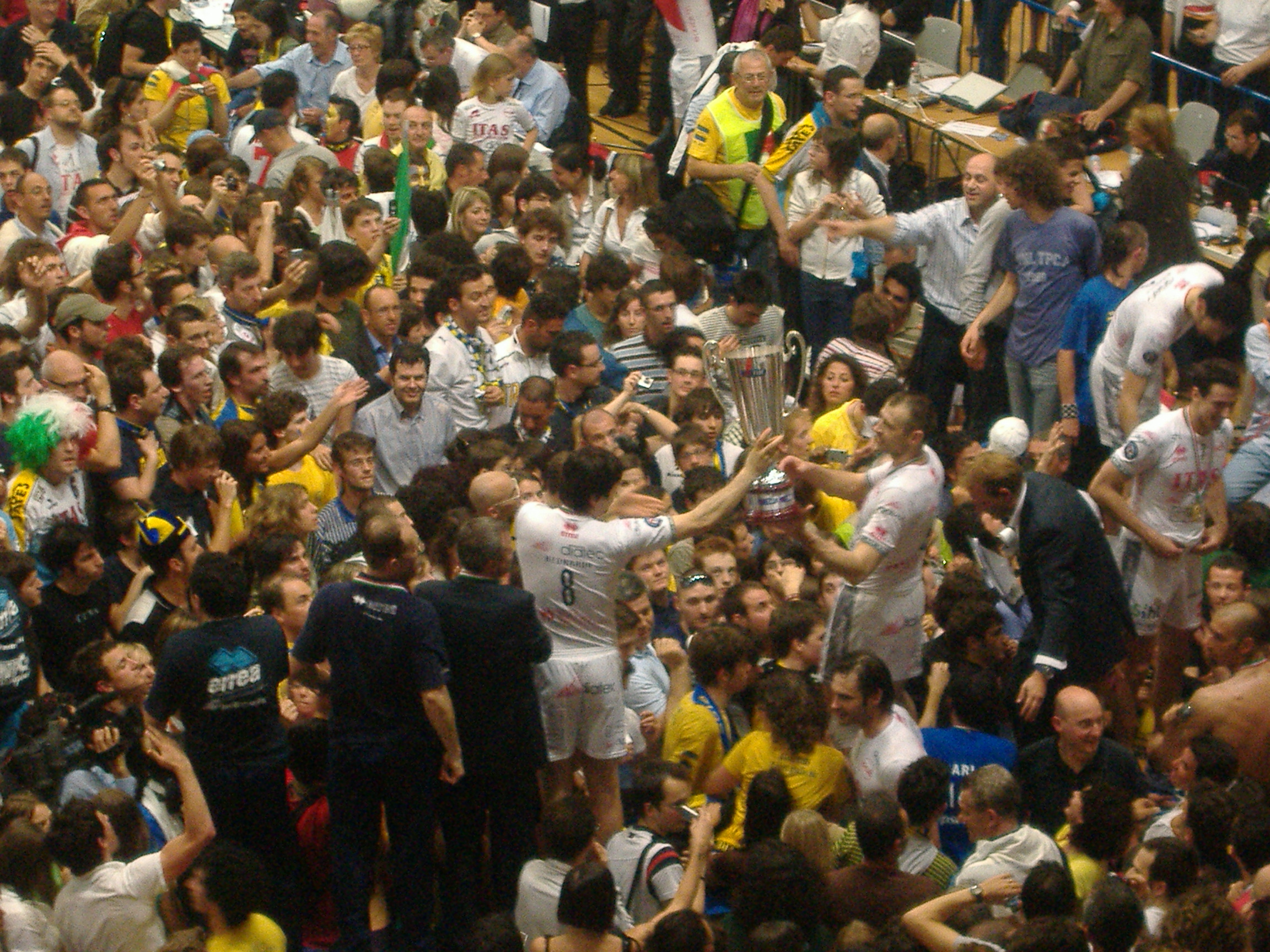
Invasione di campo per la vittoria dello
scudetto 2007-2008

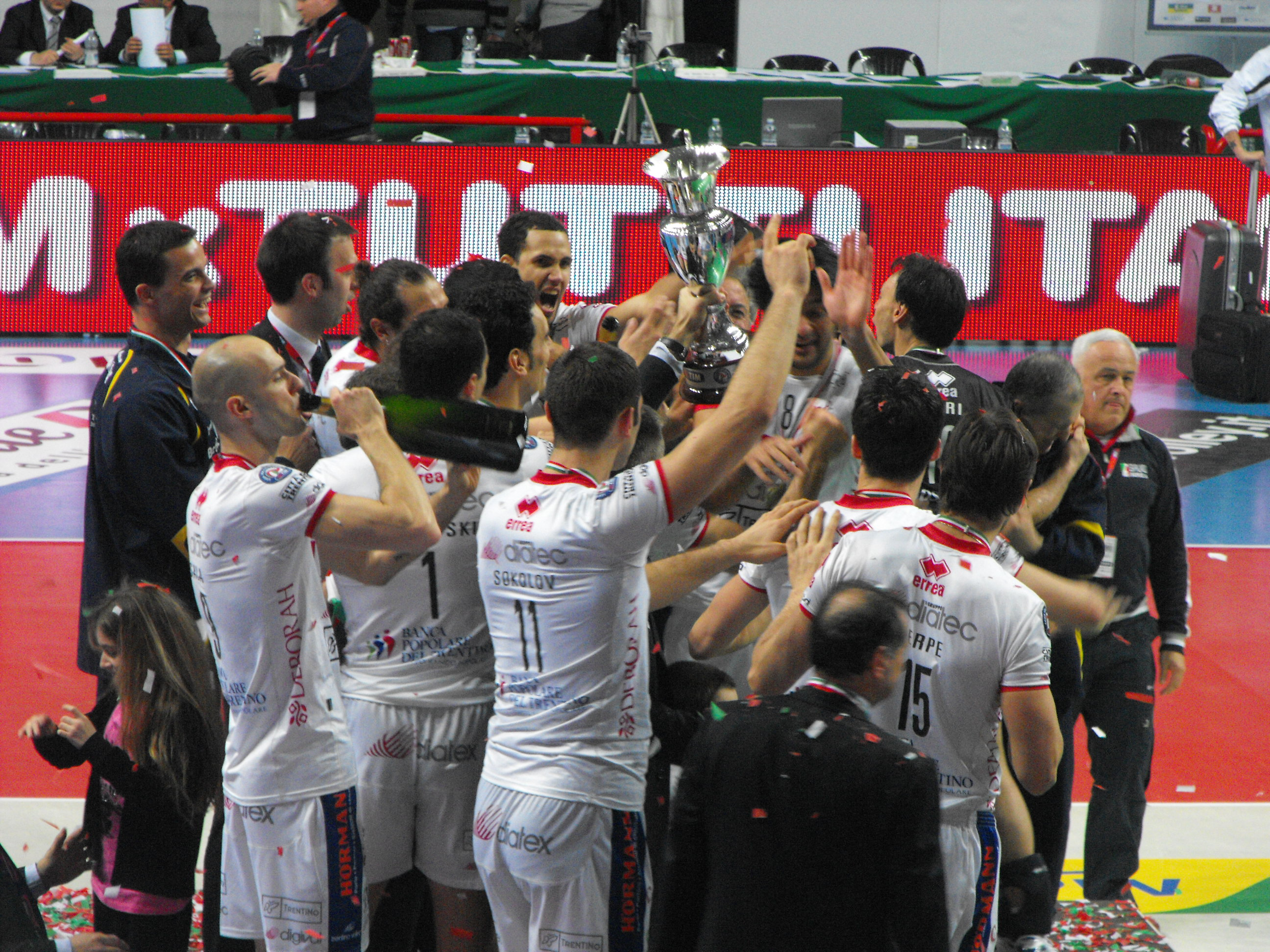
Festeggiamenti per la Coppa Italia 2010,
PalaMadigan di Montecatini Terme

Competizioni nazionali
- Campionato italiano: 6

2007-08, 2010-11, 2012-13, 2014-15, 2022-23, 2024-25
- Coppa Italia: 3

2009-10, 2011-12, 2012-13
- Supercoppa italiana: 3

2011, 2013, 2021
Competizioni internazionali
- Campionato mondiale per club: 5 (record)

2009, 2010, 2011, 2012, 2018
- CEV Champions League: 4

2008-09, 2009-10, 2010-11, 2023-24
- Coppa CEV: 1

2018-19
Campionati giovanili
- Junior League (Under-19/20): 3

2010-11, 2013-14, 2014-15
- Scudetto Under-18: 1

2005-06
- Scudetto Under-17: 1

2012-13
- Scudetto Under-16: 2

2010-11, 2011-12
- Boy League (Under-14): 2

2009-10, 2018-19
(Francesco Segala, Radio Dolomiti, 21 dicembre 2010,
a pochi secondi dalla vittoria della 2a Coppa del Mondo)

## Statistiche

### Competizioni nazionali
La Trentino Volley, essendo stata fondata con l'intento di acquisire il titolo sportivo per la Serie A1, non ha mai partecipato a campionati delle serie minori: dal 2000 disputa ininterrottamente il massimo campionato nazionale. Ha inoltre preso parte a tutte le edizioni della Coppa Italia, con l'eccezione del 2006-2007. La prima partecipazione alla Supercoppa avvenne nel 2008 con il titolo di campione d'Italia, mentre nel 2010 partecipò come detentrice della Coppa nazionale.
| Manifestazione | Partecipazioni | Debutto   | Ultima stagione |
| -------------- | -------------- | --------- | --------------- |
| A1             | 19             | 2000-2001 | 2018-2019       |
| C. Ita         | 16             | 2000-2001 | 2018-2019       |
| S. Ita         | 8              | 2008      | 2018            |

A1 = Serie A1; C.Ita = Coppa Italia; S.Ita = Supercoppa italiana

### Competizioni internazionali
La prima partecipazione ad una competizione continentale risale al 2004, quando il primo posto al termine della regular season precedente permise di disputare la Top Teams Cup. L'eliminazione dalla manifestazione retrocesse la squadra a partecipare alla Coppa CEV (fino al 2007 la terza coppa europea per importanza). Il ritorno in Europa avvenne nel 2008, con la prima partecipazione alla Champions League. Nel 2009 partecipa per la prima volta alla Coppa del Mondo per club.
| Manifestazione | Partecipazioni | Debutto   | Ultima stagione |
| -------------- | -------------- | --------- | --------------- |
| CL             | 7              | 2008-2009 | 2015-2016       |
| CEV            | 3              | 2004-2005 | 2018-2019       |
| CC             | 1              | 2004-2005 | 2004-2005       |
| CM             | 11             | 2009      | 2024            |

CL = Champions League; CEV = Coppa CEV (ex Coppa delle Coppe e Top Teams Cup); CC = Challenge Cup (ex Coppa CEV); CM = Coppa del Mondo

### Record
- Gara più lunga: 6 gennaio 2015 · 143 minuti[122]

Energy T.I. Diatec Trentino - Copra Piacenza 3-2
- Gara più breve: 14 marzo 2010 · 59 minuti[123][124]

Aran Cucine Abruzzo Pineto - Itas Diatec Trentino 0-3
- Set più lungo: 20 settembre 2008 · 50 minuti · 3º set (25-19)[123]

Itas Diatec Trentino - Lube Banca Marche Macerata 0-3
- Set più breve: 12 dicembre 2004 · 15 minuti · 1º set (14-25)[123]

Teleunit Gioia del Colle - Itas Diatec Trentino 0-3
- Maggior numero di punti: 16 aprile 2005 · 239 punti

Itas Diatec Trentino - Copra Piacenza 2-3
- Minor numero di punti: 31 marzo 2011 · 116 punti[125]

Itas Diatec Trentino - Yoga Forlì 3-0
- Maggior numero di presenze: 345 partite[123]

 Emanuele Birarelli (C) · dal 2007 al 2015
- Maggior numero di punti: 4812 punti[123]

 Matej Kazijski (S) · 2007-13 e 2014-15
- Atleta più basso: 179 cm[123]

 Horacio Del Federico (P) · dal 2000 al 2002
- Atleta più alto: 217 cm[123]

 Aleksej Kazakov (C) · dal 2002 al 2004
- Atleta più vecchio:[127] 39 anni[123]

 Davide Sanguanini (S) · nel 2003
- Atleta più giovane:[127] 17 anni[123][128]

 Simone Giannelli (P) · nel 2014

### Allenatori e capitani

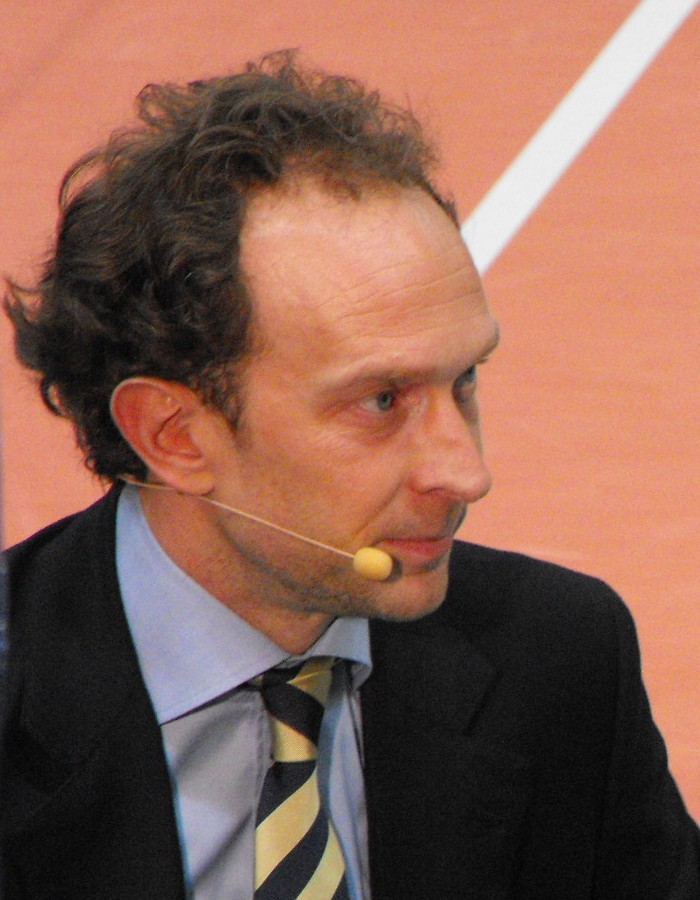
Lorenzo Bernardi

- 2000-2003 ·  Bruno Bagnoli
- 2003-2005 ·  Silvano Prandi
- 2004-2005 ·  Andrea Burattini[130]
- 2005-2007 ·  Radamés Lattari
- 2007-2013 ·  Radostin Stojčev
- 2013-2014 ·  Roberto Serniotti
- 2014-2016 ·  Radostin Stojčev
- 2016-2023 ·  Angelo Lorenzetti
- 2023-oggi ·  Fabio Soli

2º Allenatore
- 2000-2005 ·  Paolo Rossi
- 2005-2007 ·  Andrea Burattini
- 2007-2010 ·  Sergio Busato
- 2010-2013 ·  Roberto Serniotti
- 2013-2014 ·  Simone Roscini
- 2014-2017 ·  Dario Simoni
- 2017-2023 ·  Francesco Petrella
- 2023–oggi ·  Adriano Di Pinto

- 2000-2001 ·  Francesco Lavorato
- 2001-2003 ·  Paolo Tofoli
- 2003-2004 ·  Lorenzo Bernardi
- 2004-2005 ·  Andrea Sartoretti
- 2005-2007 ·  Marco Meoni
- 2007-2009 ·  Nikola Grbić
- 2009-2013 ·  Matej Kazijski
- 2013-2015 ·  Emanuele Birarelli
- 2015-2018 ·  Filippo Lanza
- 2018-2021 ·  Simone Giannelli
- 2021-2023 ·  Matej Kazijski
- 2023-2024 ·  Marko Podraščanin
- 2024-oggi ·  Riccardo Sbertoli

## Tifoseria

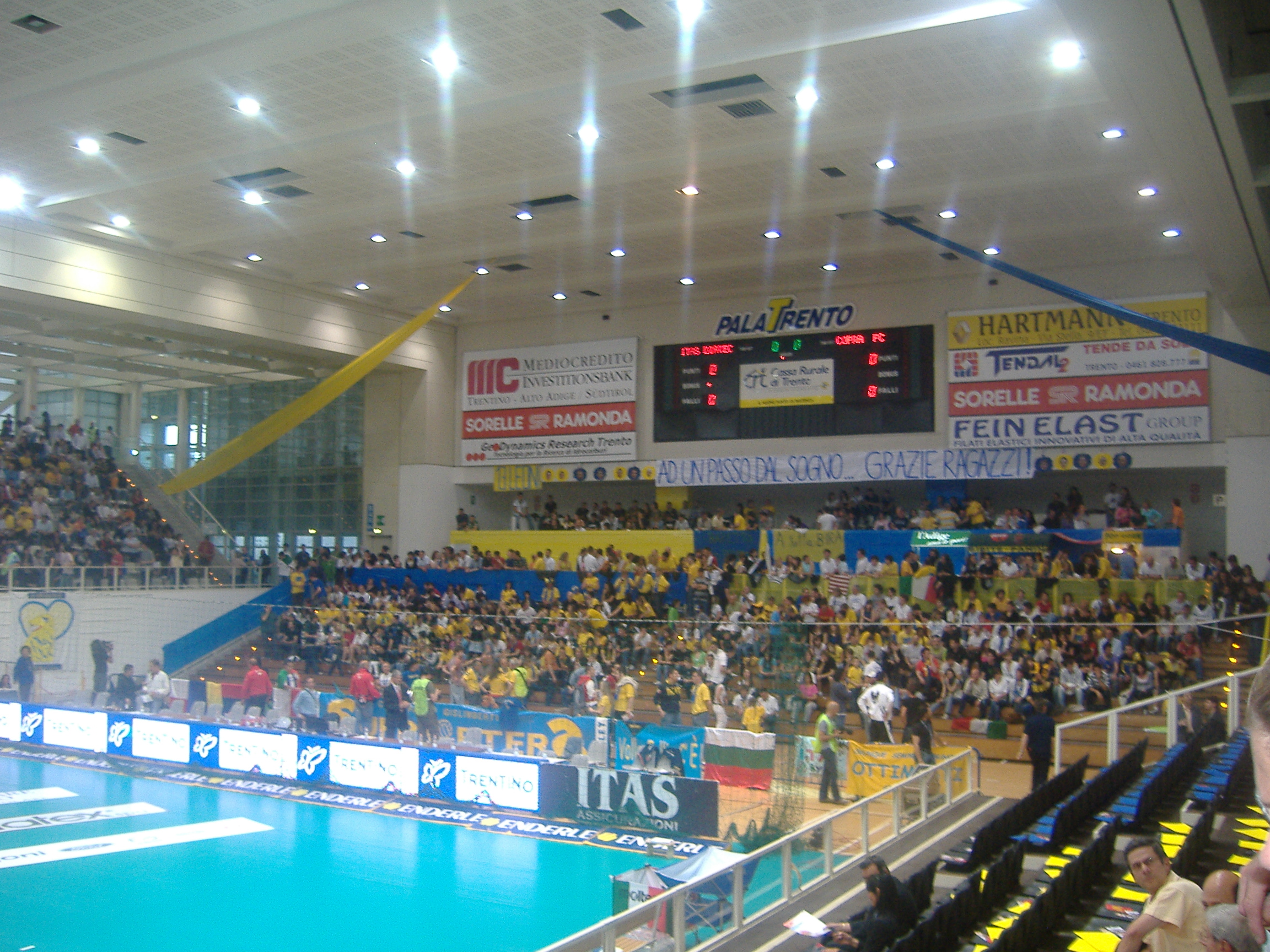
Curva Gislimberti il 7 maggio 2008,
giorno della vittoria del primo scudetto

La tifoseria organizzata della Trentino Volley è rappresentata dal gruppo Curva Gislimberti, nato nel 2011 dalla fusione delle due storiche tifoserie: Fans Club Cuore Gialloblu e VolleyFollia.
La curva dei tifosi è dedicata a Paolo Gislimberti, allenatore delle giovanili scomparso il 10 settembre 2000 al Gran Premio di Monza di Formula 1 (volontario del servizio antincendio, venne colpito mortalmente da una ruota staccatasi da una vettura).
La tifoseria trentina si distingue per il grande attaccamento alla squadra, dimostrato anche con la presenza durante le lunghe trasferte europee e mondiali di Doha in Qatar. Nel corso del primo decennio di attività il pubblico del PalaTrento è stato premiato sette volte con il Jimmy George, riconoscimento della Lega Pallavolo Serie A per il tifo più numeroso e corretto della Serie A1.
La media spettatori è tra la più alte dell'intera Serie A1 e la capienza del PalaTrento appare spesso insufficiente. I tifosi giungono non solo dalla città, ma anche da valli limitrofe e non (Val di Fassa, Val di Non, Vallagarina, Val di Sole, Valsugana e Primiero), oltre che dall'altra provincia regionale, quella di Bolzano.

### Derby
Per la tifoseria trentina sono molto sentite le sfide con le formazioni del vicino Veneto e con quelle dell'Emilia. Le partite considerate "derby" avvengono attualmente contro 2 avversari, accomunati ai trentini dai colori giallo-blu utilizzati dai loro supporters:
- Verona, nel cosiddetto Derby dell'Adige[139]
- Modena, nel cosiddetto Derby dell'A22[140]

Nella stagione 2011-12 si disputarono 3 derby; con il trasferimento della Sisley Volley da Treviso a Belluno si generò il Derby delle Dolomiti, non più ripetuto a causa della scomparsa nel 2012 della formazione oro-granata.

### Gemellaggi e rivalità
La tifoseria della Trentino Volley, dal suo primo anno in Serie A1, è gemellata con il Volley Milano e amica dei tifosi della Marmi Lanza Verona. Un'amicizia lega anche i tifosi trentini a quelli calabresi della Tonno Callipo Vibo Valentia e quelli romani della M. Roma Volley. Durante la Final Four della Coppa Italia 2010 è stata stretta amicizia anche con i sostenitori del Zinella Volley Bologna. Attualmente il rapporto più stretto è quello con i tifosi di San Giustino, grazie ad un gemellaggio nato nel 2009.
Durante la stagione 2008-2009, per l'esordio in Champions League, sono avvenuti scambi di sciarpe con varie squadre europee. Durante la Final Four di questa manifestazione si è intensificato il rapporto con i tifosi polacchi (scesi a Praga per sostenere il loro beniamino Michał Winiarski, miglior giocatore polacco 2007 e 2008) e con i sostenitori della Lube. I rapporti con la tifoseria marchigiana si sono mantenuti buoni nonostante gli scontri al vertice tra le due formazioni a partire dal 2011.
La partita più sentita dai tifosi della Curva Gislimberti è quella contro Modena, la società pallavolistica più titolata d'Italia. Il derby dell'A22, vista la relativa vicinanza delle due città, viene disputato alla presenza di molti tifosi, che però non sono mai ricorsi ad atti di violenza.
Fonte di rivalità sono anche le partite contro Piacenza, a causa delle finali scudetto del 2008 del 2009 e del 2013 (finite con il bilancio di 2 vittorie per Trento), e contro Cuneo, incontrata frequentemente nei momenti caldi dei play-off e della Coppa Italia.